# قوات درع القلمون
كانت قوات درع القلمون ميليشيا شكلها السكان الأصليون في جبال القلمون للقتال من أجل الحكومة السورية خلال الحرب الأهلية السورية. في الأصل مجموعة صغيرة للمساعدة والدفاع الذاتي، تحولت قوات درع القلمون إلى قوة شبه عسكرية واسعة نسبيا ومجهزة جيدا وتعمل على الصعيد الوطني. كانت تحت قيادة فراس جزعة وارتبطت قوات درع القلمون ارتباطا وثيقا بالفرقة المدرعة الثالثة.

## التنظيم والدعم والتمويل
يقود قوات درع قلمون فراس جزعة، وهو مقدم على صلة وثيقة بالفرقة الثالثة، ويتم تنظيمها في عدة وحدات فرعية وفقا لمواطنهم الأصلية. وبناء على ذلك، تحتفظ المجموعة بقواعد عديدة في المنطقة، ولا سيما في النبك ويبرود. وعلى الرغم من أن معظم مقاتلي الميليشيا هم من منطقة القلمون الأوسع نطاقا، فمن المعروف أن لها أيضا أعضاء من مرتفعات دمشق ومرتفعات الجولان. وفي مناطقها الرئيسية، تعمل قوات درع القلمون في بعض الأحيان كقوة شرطة، وتشغل أيضا مخافر على طول الحدود إلى لبنان، ولا سيما في فليطة.
على الرغم من أن قوات درع القلمون وثيقة الصلة بالفرقة الثالثة، فإنها لم تنفصل قط عن الحرس الجمهوري وتقيم أيضا صلات مع إدارة المخابرات الجوية وشعبة الاستخبارات العسكرية، وكذلك مع حزب الله اللبناني. توفّر شعبة الاستخبارات العسكرية التمويل أيضا إلى المجموعة، مع ذلك تمول قوات درع القلمون في الغالب من قبل وزارة الدفاع السورية.
قوات درع القلمون مجهزة جيدا نسبيا، باستخدام مركبات التقنية وصواريخ كونكورس من طراز 9M113 مضادة للدبابات، وصواريخ بركان السورية. في أوائل عام 2017، تم تدريب وتأهيل جميع مقاتلي قوات درع القلمون من قبل القوات المسلحة الروسية. وفيما يتعلق بقدراتها القتالية، فقد وصفتها وسائل إعلام موالية للحكومة بأنها قوة مساعدة للجيش النظامي وقوة للرد السريع.